# Hydrochlorothiazide
Hydrochlorothiazide (HCTZ hoặc HCT) là một loại thuốc lợi tiểu thường được sử dụng để điều trị huyết áp cao và sưng do dịch tích tụ nhiều. Thuốc cũng dùng trong bệnh đái tháo nhạt, nhiễm toan ống thận, và giảm nguy cơ sỏi thận ở những người có nồng độ calci cao trong nước tiểu. Đối với huyết áp cao, thuốc được khuyến cáo như một lựa chọn điều trị đầu tiên, mặc dù cũng có các loại thuốc tương tự, chlorthalidone, có thể tốt hơn. HCTZ đưa vào cơ thể bằng đường uống và có thể kết hợp cùng các loại thuốc huyết áp khác qua một viên thuốc duy nhất để tăng hiệu quả.
Tác dụng phụ tiềm ẩn bao gồm chức năng thận kém, mất cân bằng điện giả, đặc biệt là hạ kali máu và hạ natri máu ít phổ biến hơn, bệnh gút, đường huyết cao, và cảm thấy yếu ban lần đầu đứng lên. Một số báo cáo dị ứng với HCTZ xảy ra thường xuyên hơn ở những người đã bị dị ứng với Sulfa (thuốc), nhưng vẫn chưa rõ ràng. Thuốc có thể sử dụng trong khi mang thai nhưng không phải là là lựa chọn đầu tiên trong nhóm này.
Hydrochlorothiazide thuộc nhóm thuốc thiazide và hoạt động bằng cách giảm khả năng giữ nước của thận. Dẫn đến làm giảm thể tích máu, giảm lượng máu trở về tim và ảnh hưởng đến hiệu suất tim. Tuy nhiên, về lâu dài, có thể gây giảm sức cản mạch máu ngoại vi.
Hydrochlorothiazide phát hiện bán trên thị trường vào năm 1959 được sản xuất thương mại từ hai công ty Merck và Ciba. Thuốc nằm trong Danh sách các thuốc thiết yếu của WHO, những loại thuốc hiệu quả và an toàn nhất trong hệ thống y tế. Trong năm 2008, đây là loại thuốc huyết áp thường được sử dụng thứ hai ở Hoa Kỳ. Thuốc có sẵn ở dạng thuốc gốc với giá tương đối phải chăng.